# Felipe Conceição
Felipe de Oliveira Conceição (Nova Friburgo, 9 de julho de 1979) é um treinador e ex-futebolista brasileiro que atuava como atacante. Atualmente comanda o Itabirito.

## Carreira como jogador
Revelado pelo Botafogo no final da década de 1990, era tido com uma das maiores revelações do clube, sendo na época bicampeão estadual de juniores, título que o Fogão não conquistava há 19 anos. Subiu ao profissional em julho de 1998, já como destaque, e no ano seguinte foi convocado pela Seleção Brasileira Sub-20, onde atuou com Ronaldinho Gaúcho, Juan, Júlio César, entre outros. No entanto, várias lesões impediram o seguimento da carreira do atacante em alto nível, fazendo com que ele fosse emprestado ao Juventude em 2002 e ao Tombense em 2003. Em 2005, após um pouco mais de oito anos de clube, deixou o Botafogo e acabou passando por algumas equipes como América Mineiro e Cabofriense (2006) – primeiro ano em que o clube chegou uma semifinal da Taça Guanabara. Desacreditado, reiniciou sua carreira na Portuguesa da Ilha, na terceira divisão carioca. Em uma rápida ascensão, o atacante foi contratado pelo Tupi e disputou o Campeonato Mineiro de 2007, onde obteve destaque marcando belos gols, contribuindo para que depois de 20 anos a equipe chegasse entre os quatro melhores. Como consequência voltou a um grande clube, dessa vez o Vitória de Guimarães, de Portugal, disputando a Primeira Liga (Campeonato Português) e participando da melhor temporada do clube em toda sua história.
Já na temporada 2008–09, esteve ao serviço do modesto Pontevedra, da Espanha, por empréstimo do Vitória. Em julho de 2009 o jogador e o clube português rescindiram o contrato por mútuo acordo.
Em 2010 iniciou o ano no Paulista, clube de Jundiaí, mas em fevereiro foi jogar na China pelo Liaoning, clube da cidade de Shenyang, norte chinês.

## Carreira como treinador

### São Gonçalo
Em 2011 abandonou a carreira de jogador para se tornar diretor executivo do São Gonçalo Futebol Clube (RJ), tendo no ano seguinte como treinador, comandando a equipe profissional do clube São Gonçalo Esporte Clube, que se sagrou campeão da terceira divisão do Rio de Janeiro.

### Botafogo
Em agosto de 2013, assumiu a equipe Sub-15 do Botafogo. Já no final do ano, foi promovido ao Sub-17 do clube carioca. Ainda em 2014 foi o treinador da equipe Sub-18 do Botafogo no torneio internacional Zayed Cup, realizado nos Emirados Árabes.
No dia 23 de dezembro de 2017, foi anunciado como técnico principal do Botafogo para temporada de 2018. Tendo apenas sete partidas no cargo, Conceição foi demitido no dia 10 de fevereiro, após a eliminação na Taça Guanabara para o Flamengo. Também pesou contra o treinador a eliminação da equipe na primeira fase da Copa do Brasil diante da Aparecidense.

### Macaé
No final de março de 2018, Felipe Conceição acertou com a equipe do Macaé.

### América Mineiro
No dia 15 de julho de 2019, Felipe saiu do cargo de coordenador técnico em que estava desde junho de 2018 e foi efetivado como técnico do América Mineiro. Ele foi conhecido pela sua bela campanha de recuperação no ano, mas por apenas uma vitória o América não conseguiu voltar para a Série A.

### Red Bull Bragantino
Em 25 de janeiro de 2020, deixou o América e aceitou uma proposta para comandar o Red Bull Bragantino. A primeira competição oficial foi o Campeonato Paulista, onde a equipe obteve a melhor campanha geral da 1ª fase, mas foram eliminados para o Corinthians nas quartas de final. Pelo Troféu do Interior, a equipe eliminou o Novorizontino e venceu o Guarani na final.

### Cruzeiro
Foi anunciado pelo Cruzeiro no dia 30 de janeiro de 2021. No entanto, após as eliminações no Campeonato Mineiro e na Copa do Brasil, além do desempenho ruim na Série B do Campeonato Brasileiro, foi demitido no dia 9 de junho. O treinador comandou o clube em 19 partidas, com um retrospecto de oito vitórias, três empates e oito derrotas.

### Remo
No dia 1 de julho de 2021, foi anunciado pelo Remo para a sequência da temporada. Por conta dos maus resultados, deixou a equipe azulina no dia 10 novembro, em comum acordo. No total pelo Remo, comandou o clube em 28 jogos, com 11 vitórias, quatro empates e 13 derrotas.

### Chapecoense
Em 15 de dezembro de 2021, Conceição foi contratado pela Chapecoense para a temporada de 2022. Comandou o clube em apenas seis jogos disputados no Campeonato Catarinense, obtendo três vitórias, três derrotas e a quinta posição na tabela.

### Náutico
Deixou a Chape no dia 13 de fevereiro de 2022, acertando com o Náutico. Foi demitido no dia 11 de abril, após uma derrota por 2–0 para o Londrina, na estreia da Série B. O treinador comandou a equipe alvirrubra em apenas 15 jogos, com seis vitórias, quatro empates e cinco derrotas.

### Sampaio Corrêa
Conceição foi anunciado como novo técnico do Sampaio Corrêa no dia 18 de novembro de 2022, chegando para comandar a equipe na temporada 2023. Após a eliminação na Copa do Brasil, teve a sua demissão anunciada no dia 7 de março.

### Santa Cruz
No dia 24 de março de 2023, foi confirmado como novo treinador do Santa Cruz. Por conta dos maus resultados na Série D, em especial uma derrota por 2–0 para o Campinense, Conceição foi demitido no dia 10 de julho.

### Uberlândia
Teve a sua contratação anunciada pelo Uberlândia no dia 25 de outubro de 2023, assinando contrato para a temporada 2024. No entanto, após um início ruim com dois empates e duas vitórias em quatro jogos no Campeonato Mineiro, o técnico foi demitido no dia 8 de fevereiro.

### Inter de Limeira
Em 2 de maio de 2024, foi contratado pela Inter de Limeira para comandar o clube na Série D.

## Títulos como treinador
Red Bull Bragantino
- Campeonato Paulista do Interior: 2020